# Michał Plater-Zyberk
Michał Plater-Zyberk herbu Plater-Zyberk (ur. 28 grudnia 1777, zm. 1862 w Schlossberg) – polski hrabia, przyrodnik, cywilny wicegubernator wileński (od 1826)

## Życiorys
Urodził się jako Michał Plater z Broelu. W 1803 roku pojął za żonę Izabelę Helenę Zyberg zu Wischling herbu Zyberk, córkę Jana Tadeusza Zyberga, ostatnią z rodu Zyberków. Aby ratować ród małżonki, przyjął jej nazwisko oraz herb, na co otrzymał specjalną zgodę cara Aleksandra I. Tym samym dał początek nowej linii hrabiowskiej – Plater-Zyberk.
Za młodu brał udział w insurekcji kościuszkowskiej (1794) oraz podróżował z rodzicami. Po zawarciu małżeństwa osiadł w majątku Schlossberg. Był miłośnikiem nauk. W 1805 roku został wybrany honorowym członkiem Cesarskiego Uniwersytetu Wileńskiego, uczestniczył również w wizytacjach szkół w guberniach: witebskiej i mohylewskiej. Należał do Towarzystwa Topograficznego w Wilnie oraz Kurlandzkiego Towarzystwa Badania Literatury i Sztuki, które współzakładał. Był członkiem kilku lóż masońskich: Dobrego Pasterza, Doskonałej Jedności oraz Szkoły Sokratesa. Jako pierwszy opisał upadek meteorytu, jaki miał miejsce w dniu 30 czerwca 1820 roku w okolicy Līksny. Zebrał też jego odłamki oraz sporządził szczegółową dokumentację zdarzenia.
W 1816 roku objął urząd cywilnego wicegubernatora wileńskiego. Przez następne kilka lat faktycznie kierował gubernią, podczas gdy gubernator Franciszek Ksawery Drucki Lubecki przez większość czasu przebywał w Warszawie jako członek Komisji Likwidacyjnej.
Z małżeństwa z Izabelą Syberg miał dwanaścioro dzieci:
- Ludwikę (1805-1878), zamężną z Karolem Jerzym Borch,
- Jana (1807-1809),
- Kazimierza Barłomieja (1808-1876), żonatego z Ludwiką Teodorą Borewicz,
- Izabelę (1809-1888), zamężną z Julianem Emerykiem Ropp,
- Józefę (1811-1842), zamężna z Fabianem Antonim Broel-Plater,
- Henryka Wacława Ksawerego (1811-1903), żonatego z Adelaidą Keller,
- Marię (1813-1893), zamężną z Mikołajem Szadurskim
- Kostantego (1814-1850), żonatego z Anielą Broel-Plater
- Józefa (1818-1839),
- Michała (1819-1823),
- Annę (ur. 1821), zamężną z Ludwikiem Orpiszewskim,
- Stanisława Kazimierza (1823-1895), żonatego z Marią Teresą Borch.